# Tim Collins (homme politique)
Pour les articles homonymes, voir Tim Collins et Collins.
Timothy William George Collins, (né le 7 mai 1964) est un homme politique britannique, autrefois membre éminent du Parti conservateur. Collins est député de Westmorland et Lonsdale dans le nord-ouest de l'Angleterre de 1997 jusqu'à sa défaite aux élections générales de 2005 contre Tim Farron, plus tard chef des libéraux démocrates

## Éducation
Collins fait ses études à la Chigwell School, à la London School of Economics (BSc) et au King's College de Londres (MA).

## Carrière politique
Collins a une expérience politique significative avant son élection au Parlement. Il est attaché de presse du premier ministre de l'époque, John Major, et occupe ce poste pendant la campagne électorale générale de 1992. Il est membre de l'Unité des politiques du 10 Downing Street et rédacteur de discours pour Margaret Thatcher, John Major, William Hague, David Hunt, Michael Howard, Chris Patten, Norman Fowler et Brian Mawhinney.
Collins est nommé CBE dans la liste des distinctions d'anniversaire en 1996, à l'âge de 32 ans, «pour les services politiques».
Pendant son séjour au Parlement, Collins est whip et plus tard vice-président principal du Parti conservateur. Dans ce poste, à l'approche des élections de 2001, Collins est un assistant principal du chef conservateur de l'époque, William Hague. Collins soutient l'accent mis sur les réductions d'impôts et l'opposition à l'euro qui ont caractérisé cette campagne.
Après l'élection, le nouveau chef conservateur Iain Duncan Smith le nomme au Cabinet fantôme comme ministre du Cabinet, le transférant plus tard au poste de secrétaire fantôme aux transports. Lorsque Michael Howard devient dirigeant en 2003, il est nommé Secrétaire d'État à l'Éducation.
Dans ce poste, il propose des politiques pour préserver l'anonymat des enseignants accusés jusqu'à un procès devant le tribunal, pour permettre aux écoles prospères de s'étendre et d'arrêter la fermeture des écoles pour les enfants ayant des besoins éducatifs spéciaux.
Aux élections générales de 2005, il perd son siège au profit du libéral démocrate Tim Farron, avec une marge de seulement 267 voix.
En 2006, il aurait fait partie de la soi-disant « Liste A » des candidats parlementaires prioritaires que les dirigeants conservateurs souhaitent le plus voir au Parlement après les élections générales, mais, en avril 2008, le site Web ConservativeHome signale qu'il a quitté la liste des candidats conservateurs, le citant comme disant: «Je ne souhaite pas retourner fermement à la Chambre des communes».

## Lobbyiste
En octobre 2009, Collins est nommé directeur général de Bell Pottinger Public Affairs, l'une des plus grandes sociétés de lobbying du Royaume-Uni, remplaçant David Sowells sous l'autorité directe du président Peter Bingle. BPPA fait partie de Chime Communications plc, créée et présidée par Timothy Bell, l'ancien conseiller en publicité et en communication du premier ministre Margaret Thatcher dans les années 1970 et 1980. 

## Télévision
Collins est un fan du programme télévisé de science-fiction britannique Doctor Who et est apparu à la télévision à plusieurs reprises pour discuter du programme.
Dans un documentaire sur DVD de 2003 Putting the Shock into Earthshock (inclus dans la sortie DVD de la BBC Worldwide de la série Doctor Who Earthshock), il déclare en plaisantant que les Cybermen étaient plus convaincants lorsque les conservateurs étaient au pouvoir. 
Collins est également apparu en tant qu'invité dans un certain nombre d'émissions d'actualité depuis son départ du Parlement.